# Tramvajová doprava v Mazyru
Tramvajová doprava v Mazyru začala fungovat v roce 1988. Dnes je Mazyr nejmenším městem v Bělorusku s vlastní tramvajovou sítí.
Provozovatelem je společnost Mazyrski naftaperapracovčy zavod (Mazyrská rafinerie). Rozchod koleje je 1524 mm a celková délka sítě činí 20,3 km. V provozu je 47 tramvajových vozů, které jsou deponovány v jedné vozovně.

## Vozový park
Stav k 20. únoru 2020.
| Snímek | Typ     | Roky dodávek | Počet |
| ------ | ------- | ------------ | ----- |
|        | KTM-5M3 | 1988         | 47    |